# Paulo Muwanga
Paulo Muwanga (* 1924; † 1. April 1991) war im Mai 1980 de facto Präsident von Uganda. Als Vorsitzender der regierenden Militärkommission besaß er für einen kurzen Zeitraum die größte politische Macht im Land. Mit der Einrichtung einer offiziellen Regierung endete sein Einfluss. Zwischen dem 1. August und dem 25. August desselben Jahres war Muwanga Premierminister von Uganda.
Im Dezember 1980 kam Milton Obote an die Macht. Nach einem klaren Sieg der Demokratischen Partei Ugandas in der Wahl vom 10. Dezember erklärte sich Muwanga zum Vorsitzenden der Wahlkommission und verkündete den Sieg Obotes.
| Personendaten    | Personendaten                            |
| ---------------- | ---------------------------------------- |
| NAME             | Muwanga, Paulo                           |
| KURZBESCHREIBUNG | ugandischer Politiker, Präsident Ugandas |
| GEBURTSDATUM     | 1924                                     |
| STERBEDATUM      | 1. April 1991                            |